# Mortimer Adler
Mortimer Jerome Adler (ur. 28 grudnia 1902 w Nowym Jorku, zm. 28 czerwca 2001 w San Mateo) – amerykański filozof.

## Życiorys
Urodził się w Nowym Jorku, jako syn Ignatza Adlera, sprzedawcy biżuterii i Clarissy Manheim Adler, byłej nauczycielki. Rodzinne gospodarstwo domowe było skromne, a Mortimer Adler już jako dziecko rozwinął w sobie miłość do czytania. Choć był znakomitym uczniem, nudził się w klasie i w 1918 r., w wieku 15 lat, opuścił szkołę średnią DeWitt Clinton, zdeterminowany, by kształcić się poprzez wybrane przez siebie książki. Wkrótce został zatrudniony jako sekretarz Edwarda Page Mitchella, redaktora The New York Sun i planował karierę dziennikarską. Ale Autobiografia Johna Stuarta Milla zapoznała Adlera z Platonem, a czytanie Dialogów Platona zmieniło jego życie: nagle zmieniając cele, postanowił zostać filozofem. Z natury uparty, Adler znalazł u Platona potwierdzenie swojej wrodzonej wiary w nieomylne poczucie porządku i prawdy we wszechświecie, a także potrzebę rozpowszechniania i podtrzymywania tej prawdy.

## Kariera naukowa
Wraz z Maxem Weismannem założył Center for the Study of The Great Ideas, redaktor naczelny „Philosophy is Everybody's Business”. Założyciel Institute for Philosophical Research. Redaktor naczelny Encyclopaedia Britannica oraz „Great Books of the Western World”, „The Syntopicon: An Index to the Great Ideas” i „The Great Ideas Today”, Współtwórca The Aspen Institute, wykładowca  Columbia University oraz University of Chicago. Autor Paideia Project – planu gruntownej reformy szkolnictwa publicznego w duchu liberal education. Reprezentował nurt arystotelesowsko-tomistyczny.